# Bộ luật Hoa Kỳ
Bộ luật Hoa Kỳ (tên chính thức là Bộ luật của Hợp chúng quốc Hoa Kỳ) là văn bản chính thức về các điều luật liên bang chung và vĩnh viễn của Hoa Kỳ. Bộ luật này bao gồm năm mươi ba tiêu đề, được sắp xếp thành các phần được đánh số.
Bộ luật Hoa Kỳ do Văn phòng Cố vấn Sửa đổi Luật của Hạ viện Hoa Kỳ xuất bản. Các phiên bản mới được công bố sáu năm một lần, với các bản bổ sung tích lũy được phát hành hàng năm. Phiên bản chính thức của các luật này xuất hiện trong Văn bản Luật lệ chung của Hoa Kỳ, một biên soạn theo trình tự thời gian, chưa được ghi nhân thành luật.

## Biên soạn

### Quy trình
Văn bản chính thức của Đạo luật Quốc hội là văn bản của "dự luật đã đăng ký" (theo truyền thống được in trên giấy da) trình lên Tổng thống để ký hoặc không chấp thuận. Sau khi ban hành luật, dự luật gốc sẽ được chuyển đến Văn phòng Sổ đăng ký Liên bang (OFR) thuộc Cục Quản lý Hồ sơ và Lưu trữ Quốc gia (NARA). Sau khi được OFR cho phép, các bản sao được Văn phòng Xuất bản Chính phủ (GPO) phân phối dưới dạng "luật trượt" (dưới dạng các tập sách nhỏ không đóng bìa, đánh số trang riêng). OFR tập hợp các tập luật đã ban hành hàng năm và xuất bản chúng dưới dạng Luật chung của Hoa Kỳ. Theo luật, văn bản của Luật chung là "bằng chứng pháp lý" của các luật do Quốc hội ban hành. Luật trượt cũng là bằng chứng có thẩm quyền.
Tuy nhiên, Luật chung không phải là công cụ thuận tiện để nghiên cứu pháp lý. Nó được sắp xếp chặt chẽ theo thứ tự thời gian; các điều luật giải quyết các chủ đề liên quan có thể nằm rải rác trên nhiều tập và không được hợp nhất với các sửa đổi sau này. Các điều luật thường bãi bỏ hoặc sửa đổi các luật trước đó và cần phải tham chiếu chéo rộng rãi để xác định luật nào có hiệu lực tại bất kỳ thời điểm nào.
Bộ luật Hoa Kỳ là kết quả của nỗ lực đơn giản hóa việc tìm kiếm các luật lệ có liên quan và hiệu quả bằng cách sắp xếp lại chúng theo chủ đề và loại bỏ các phần đã hết hạn và đã sửa đổi. Bộ luật được Văn phòng Cố vấn Sửa đổi Luật (LRC) của Hạ viện Hoa Kỳ duy trì. LRC xác định luật lệ nào trong Bộ luật Hoa Kỳ nói chung nên được mã hóa và luật lệ hiện hành nào bị ảnh hưởng bởi các sửa đổi hoặc bãi bỏ hoặc chỉ đơn giản là hết hạn theo các điều khoản của riêng chúng. LRC cập nhật Bộ luật cho phù hợp.
Do cách tiếp cận mã hóa này, một luật lệ có tên duy nhất (như Đạo luật Taft–Hartley hoặc Đạo luật Cấm vận) có thể hoặc không xuất hiện ở một nơi duy nhất trong Bộ luật. Thông thường, luật phức tạp sẽ tập hợp một loạt các điều khoản lại với nhau như một phương tiện để giải quyết một vấn đề xã hội hoặc chính phủ; những điều khoản đó thường nằm trong các lĩnh vực logic khác nhau của Bộ luật. Ví dụ, một Đạo luật cung cấp cứu trợ cho các trang trại gia đình có thể ảnh hưởng đến các mục trong Tiêu đề 7 (Nông nghiệp), Tiêu đề 26 (Thuế) và Tiêu đề 43 (Đất công). Khi Đạo luật được mã hóa, các điều khoản khác nhau của nó có thể được đặt ở các phần khác nhau của các Tiêu đề khác nhau đó. Dấu vết của quá trình này thường được tìm thấy trong các Ghi chú đi kèm với "phần dẫn đầu" liên quan đến tên phổ biến và trong các bảng tham chiếu chéo xác định các phần của Bộ luật tương ứng với các Đạo luật cụ thể của Quốc hội.

Thông thường, các phần riêng lẻ của một đạo luật được đưa vào Bộ luật chính xác như đã ban hành; tuy nhiên, đôi khi LRC thực hiện các thay đổi về biên tập (ví dụ, cụm từ "ngày ban hành Đạo luật này" được thay thế bằng ngày thực tế). Mặc dù được luật cho phép, những thay đổi này không cấu thành luật tích cực.

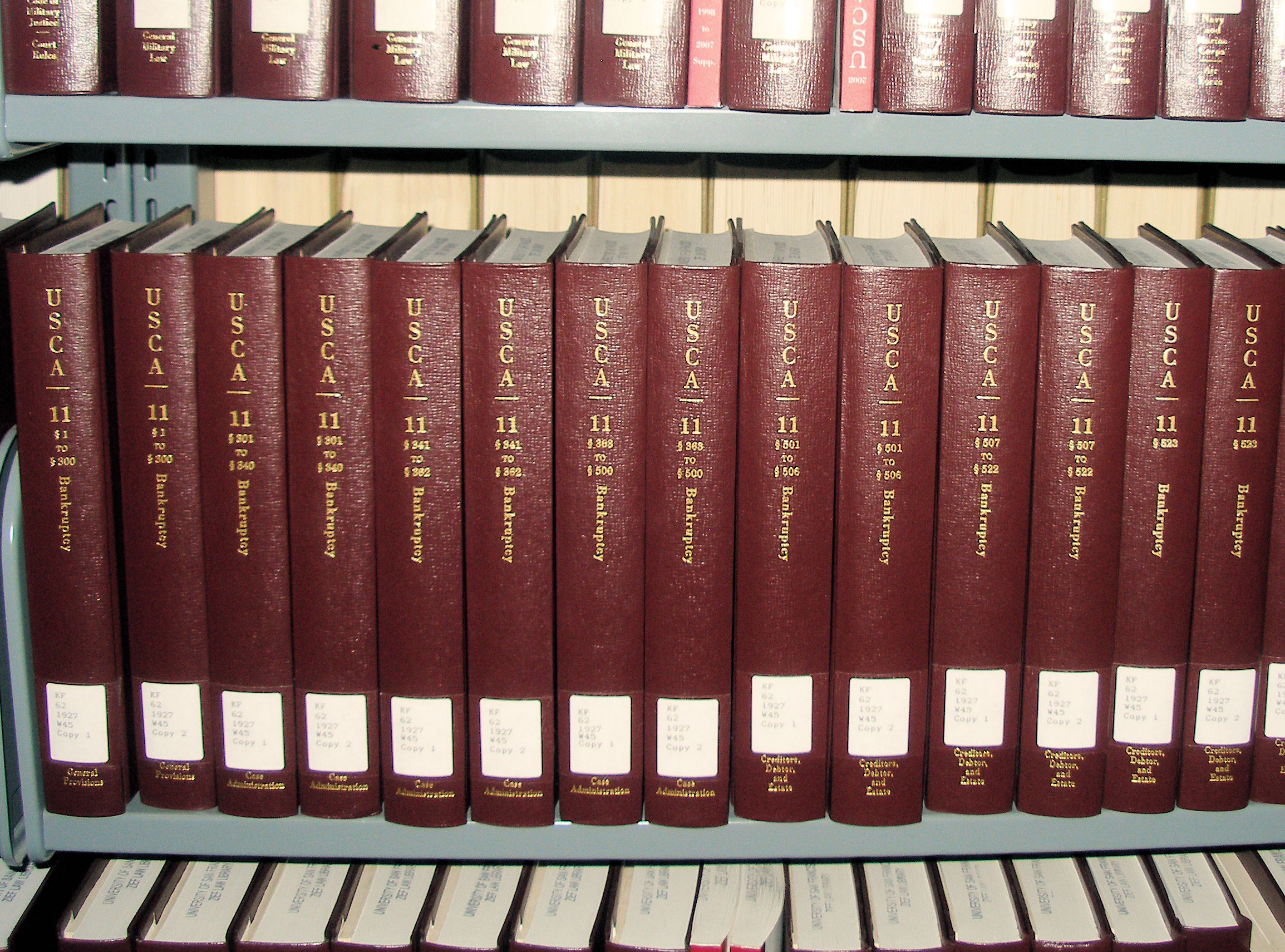
Một vài chương của phiên bản Bộ luật Hoa Kỳ có chú thích

## Các văn bản luật liên quan
Bộ luật thường chỉ bao gồm các Đạo luật của Quốc hội hoặc luật lệ được chỉ định là luật công. Bản thân Bộ luật không bao gồm các Sắc lệnh Hành pháp hoặc các văn bản khác của nhánh hành pháp liên quan đến các luật lệ hoặc quy định do tòa án ban hành. Tuy nhiên, tài liệu liên quan như vậy đôi khi được đưa vào các ghi chú cho các phần luật lệ có liên quan hoặc trong các phụ lục. Bộ luật không bao gồm các luật lệ được chỉ định khi ban hành là luật tư nhân, cũng như các luật lệ được coi là tạm thời về bản chất, chẳng hạn như các khoản phân bổ. Các luật này được đưa vào Bộ luật chung cho năm ban hành.
Các quy định do các cơ quan hành pháp ban hành thông qua quy trình lập quy định được nêu trong Đạo luật Thủ tục Hành chính được công bố theo trình tự thời gian trên Công báo Liên bang (Federal Register) và sau đó được mã hóa trong Bộ luật Quy định Liên bang (CFR). Tương tự như vậy, các luật lệ và quy định của tiểu bang thường được mã hóa thành các bộ luật cụ thể của tiểu bang.